# Список пенитенциарных учреждений Аризоны
Список пенитенциарных учреждений Аризоны составлен по материалам исправительного департамента штата, Федерального бюро тюрем, Бюро юридической статистики США и частных операторов тюрем.
По состоянию на конец 2011 года в пенитенциарных учреждениях штата содержалось 40,020 заключённых, включая почти 5 тыс. иностранцев (в 2010 году — 40,209, в 2009 году — 40,544). Исправительный департамент Аризоны управляет 10 тюремными комплексами. Кроме того, в штате расположены три федеральные тюрьмы, семь частных тюрем, а часть заключённых из Аризоны содержится в частных исправительных учреждениях Дайамондбек (англ. Diamondback, Оклахома) и 3-й центр заключения округа Ривз (англ. Reeves County Detention Center III, Техас). 
| Название учреждения                                                                         | Тип и режим учреждения                          | Месторасположение | Примечания |
| Тюремный комплекс штата Аризона Флоренс (англ. ASPC-Florence)                               | Тюрьма штата                                    | Флоренс 33°01′55″ с. ш. 111°22′18″ з. д. Пикачо 32°39′00″ с. ш. 111°30′02″ з. д. Глоб 33°25′00″ с. ш. 110°42′40″ з. д. | Тюрьма открылась в 1908 году, вместимость — более 4,1 тыс. заключённых, имеются несколько секторов всех уровней безопасности (Central, South, East, North, Picacho, Globe), в учреждении приводятся в исполнение все смертные приговоры штата.                                                                         |
| Тюремный комплекс штата Аризона Финикс (англ. ASPC-Phoenix)                                 | Тюрьма штата                                    | Финикс 33°27′09″ с. ш. 112°01′28″ з. д.                                                                                | Тюрьма открылась в 1979 году, вместимость — более 0,7 тыс. заключённых, имеются несколько секторов всех уровней безопасности для мужчин и женщин (Alhambra, Flamenco, Aspen, Arizona Center for Women, ASP-Globe), центр приёма и классификации, тюремные больницы для мужчин и женщин, психиатрическая больница.      |
| Тюремный комплекс штата Аризона Уинслоу (англ. ASPC-Winslow)                                | Тюрьма штата                                    | Уинслоу 34°59′05″ с. ш. 110°43′12″ з. д. Сент-Джонс 34°19′15″ с. ш. 109°23′26″ з. д.                                   | Тюрьма открылась в 1986 году, вместимость — более 1,8 тыс. заключённых, имеются несколько секторов минимального и среднего уровней безопасности (Kaibab, Coronado, Apache). |
| Тюремный комплекс штата Аризона Эйман (англ. ASPC-Eyman)                                    | Тюрьма штата                                    | Флоренс 33°02′03″ с. ш. 111°20′07″ з. д.                                                                               | Тюрьма открылась в 1991 году, вместимость — более 5,2 тыс. заключённых, имеются несколько секторов максимального и среднего уровней безопасности (Cook, Meadows, Rynning, Browning), камеры «смертников» для мужчин, секторы для членов банд и насильников, промышленное производство (номерные знаки).                |
| Тюремный комплекс штата Аризона Дуглас (англ. ASPC-Douglas)                                 | Тюрьма штата                                    | Дуглас 31°27′47″ с. ш. 109°35′29″ з. д.                                                                                | Тюрьма открылась в 1983 году (ныне — сектор Mohave), вместимость — более 2,3 тыс. заключённых, имеются несколько секторов минимального и среднего уровней безопасности (Mohave, Papago, Gila, Eggers), промышленное производство.                                                                                      |
| Тюремный комплекс штата Аризона Перривиль (англ. ASPC-Perryville)                           | Тюрьма штата                                    | Гудиер 33°28′16″ с. ш. 112°26′15″ з. д.                                                                                | Тюрьма открылась в 1981 году, вместимость — до 4,3 тыс. заключённых, имеются несколько секторов всех уровней безопасности (San Pedro, Lumley, Santa Rosa, Santa Cruz, Santa Maria, Piestewa, San Carlos), камеры «смертников» для женщин, женская больница, сектор для несовершеннолетних и промышленное производство. |
| Тюремный комплекс штата Аризона Саффорд (англ. ASPC-Safford)                                | Тюрьма штата                                    | Саффорд 32°49′43″ с. ш. 109°33′51″ з. д.                                                                               | Тюрьма открылась в 1968 году (ныне — сектор Ft. Grant), вместимость — до 1,8 тыс. заключённых, имеются несколько секторов минимального и среднего уровней безопасности (Graham, Tonto, Ft. Grant), подсобное хозяйство.                                                                                                |
| Тюремный комплекс штата Аризона Тусон (англ. ASPC-Tucson)                                   | Тюрьма штата                                    | Тусон 32°03′56″ с. ш. 110°51′51″ з. д.                                                                                 | Тюрьма открылась в 1978 году, вместимость — более 5,1 тыс. заключённых, имеются несколько секторов всех уровней безопасности (Rincon, Santa Rita, Catalina, Cimarron, Manzanita, Winchester, Whetstone), сектор для несовершеннолетних и Южноаризонский центр исправления и освобождения для женщин.                   |
| Тюремный комплекс штата Аризона Юма (англ. ASPC-Yuma)                                       | Тюрьма штата                                    | Сан-Луис 32°29′19″ с. ш. 114°38′29″ з. д.                                                                              | Тюрьма открылась в 1986 году (ныне — сектор Cocopah), вместимость — более 4,4 тыс. заключённых, имеются несколько секторов всех уровней безопасности (Cocopah, Cheyenne, Dakota, La Paz, Cibola), пожарная команда. |
| Тюремный комплекс штата Аризона Льюис (англ. ASPC-Lewis)                                    | Тюрьма штата                                    | Бакай 33°12′35″ с. ш. 112°39′09″ з. д.                                                                                 | Вместимость — до 5,4 тыс. заключённых, имеются несколько секторов всех уровней безопасности для мужчин, женщин и несовершеннолетних (Stiner, Morey, Barchey, Bachman, Buckley, Rast, Eagle Point, Sunrise), тюремная больница, подсобное хозяйство.                                                                    |
| Исправительный центр Ред-Рок (англ. Red Rock Correctional Center)                           | Частная тюрьма среднего уровня безопасности     | Элой 32°48′32″ с. ш. 111°31′15″ з. д.                                                                                  | Управляется компанией Corrections Corporation of America, вместимость — до 1,6 тыс. заключённых (из Калифорнии и Гавайев). |
| Исправительный центр Сагуаро (англ. Saguaro Correctional Center)                            | Частная тюрьма среднего уровня безопасности     | Элой 32°48′30″ с. ш. 111°31′32″ з. д.                                                                                  | Управляется компанией Corrections Corporation of America, вместимость — более 1,9 тыс. заключённых (с Гавайев). |
| Исправительное учреждение Центральной Аризоны (англ. Central Arizona Correctional Facility) | Частная тюрьма среднего уровня безопасности     | Флоренс 33°12′16″ с. ш. 111°22′20″ з. д.                                                                               | Тюрьма открылась в 2006 году (управляется компанией The GEO Group), вместимость — до 1,3 тыс. заключённых, специализируется на содержании сексуальных преступников. |
| Тюрьма штата Аризона Флоренс-Вест (англ. ASP-Florence-West)                                 | Частная тюрьма минимального уровня безопасности | Флоренс 33°02′13″ с. ш. 11°22′34″ з. д.                                                                                | Тюрьма открылась в 1997 году (управляется компанией The GEO Group), вместимость — 0,75 тыс. заключённых, специализируется на лечении наркоманов и алкоголиков. |
| Тюрьма штата Аризона Финикс-Вест (англ. ASP-Phoenix-West)                                   | Частная тюрьма минимального уровня безопасности | Финикс 33°25′59″ с. ш. 112°07′58″ з. д.                                                                                | Тюрьма открылась в 1996 году (управляется компанией The GEO Group), вместимость — 0,5 тыс. заключённых, специализируется на лечении наркоманов и алкоголиков. |
| Общественное исправительно-лечебное учреждение Мараны (англ. CCTF-Marana)                   | Частная тюрьма минимального уровня безопасности | Марана 32°25′05″ с. ш. 111°14′29″ з. д.                                                                                | Тюрьма открылась в 1994 году (управляется компанией Management and Training Corporation), вместимость — 0,5 тыс. заключённых, специализируется на лечении наркоманов и алкоголиков. |
| Тюрьма штата Аризона Кингмен (англ. ASP-Kingman)                                            | Частная тюрьма                                  | Голден-Велли 35°01′44″ с. ш. 114°10′48″ з. д.                                                                          | Тюрьма открылась в 2004 году (управляется компанией Management and Training Corporation), вместимость — более 3,5 тыс. заключённых, имеются сектора минимального и среднего уровней безопасности. |
| Федеральный исправительный комплекс Тусона (англ. FCC Tucson)                               | Федеральная тюрьма                              | Тусон 32°04′55″ с. ш. 110°51′46″ з. д.                                                                                 | Состоит из двух частей: тюрьмы Соединённых Штатов Тусона высшего уровня безопасности для мужчин (имеется лагерь минимального уровня безопасности) и Федерального исправительного учреждения Тусона среднего уровня безопасности для мужчин и женщин.                                                                   |
| Федеральное исправительное учреждение Финикса (англ. FCI Phoenix)                           | Федеральная тюрьма                              | Финикс 33°50′00″ с. ш. 112°10′04″ з. д.                                                                                | Имеются мужской сектор среднего уровня безопасности и женский лагерь минимального уровня безопасности. |
| Федеральное исправительное учреждение Саффорда (англ. FCI Safford)                          | Федеральная тюрьма низкого уровня безопасности  | Саффорд 32°43′02″ с. ш. 109°43′31″ з. д.                                                                               | Мужское учреждение низкого уровня безопасности. |

|                    |                              |                             |
| Тюрьма штата Льюис | Федеральная тюрьма в Финиксе | Федеральная тюрьма в Тусоне |